# 金亨徳
金 亨徳（キム・ヒョンドク、朝鮮語: 김형덕/金亨德、1915年3月27日または7月27日 - 1980年6月30日）は、大韓民国の実業家、政治家。第2・3代韓国国会議員を歴任した。仏教徒。

## 経歴
日本統治時代の慶尚南道密陽郡（現・密陽市）出身。日本大阪商工学校、東亜大学（現・東亜大学校）政経学部卒。南鮮商工株式会社社長、南鮮ゴム会社社長、大韓肥料会社社長、密陽毛織社長、韓国毛織代表理事、大韓毛織協会理事長、東明中学・女子中学財団理事長、慶南バレーボール協会理事長を歴任した。1950年の第2代総選挙で無所属の国会議員に当選した後、国会商工分科委員長を務め、その後は自由党に入党した。
1980年6月30日、持病によりソウル市鐘路区清雲洞の自宅で死去。享年65。